# マンチェスター市電
マンチェスター市電（マンチェスターしでん）は、かつてイギリス（イングランド）の都市・マンチェスターに存在した路面電車。19世紀に開通した馬車鉄道から始まる長い歴史を有し、一時はイギリスの路面電車の中で3番目に規模が大きい路線網を有していたが、1949年までに廃止された。

## 歴史
マンチェスターを含めたグレーター・マンチェスター地域における最初の公共交通機関は、1824年から営業運転を開始した、イギリスで初となる乗合馬車であった。以降、市内には様々な事業者による乗合馬車網が拡大し、1852年には2階建て車両の導入も実施された。一方、1861年には馬車鉄道を導入する試みが行われたが、これは1866年までの短期間の営業に終わり、本格的な馬車鉄道導入の動きが始まったのは、1870年に軌道法（Tramways Act）が可決されてからとなった。これはマンチェスターおよびサルフォードの両都市が軌道や施設を建設し、民間企業に運営を期間を定めて委託するというもので、1877年5月にこの条例を用いた最初の馬車鉄道が営業運転を開始した。
当初、この馬車鉄道はマンチェスター・アンド・サルフォード軌道会社（Manchester & Salford Tramway Company）による運営が予定されていたが、開通前の1877年4月に権益がマンチェスター車両会社（Manchester Carriage Company）に売却された事から同社による運営が実施された。その後、1877年にはマンチェスター郊外にマンチェスター郊外軌道会社（Manchester Suburban Tramways Company）が運営する路線が開通し、1880年にはマンチェスター車両会社と合併し、マンチェスター客車・軌道会社（Manchester Carriage and Tramways Company）が発足した。その後同社は路線の拡張を続けたほか、車両増備や単線区間の複線化といった輸送力増強も実施し、19世紀末の段階でマンチェスター周辺都市も含めて約143 mi (230 km)の路線網を有したほか、客車も約500両所有していた。

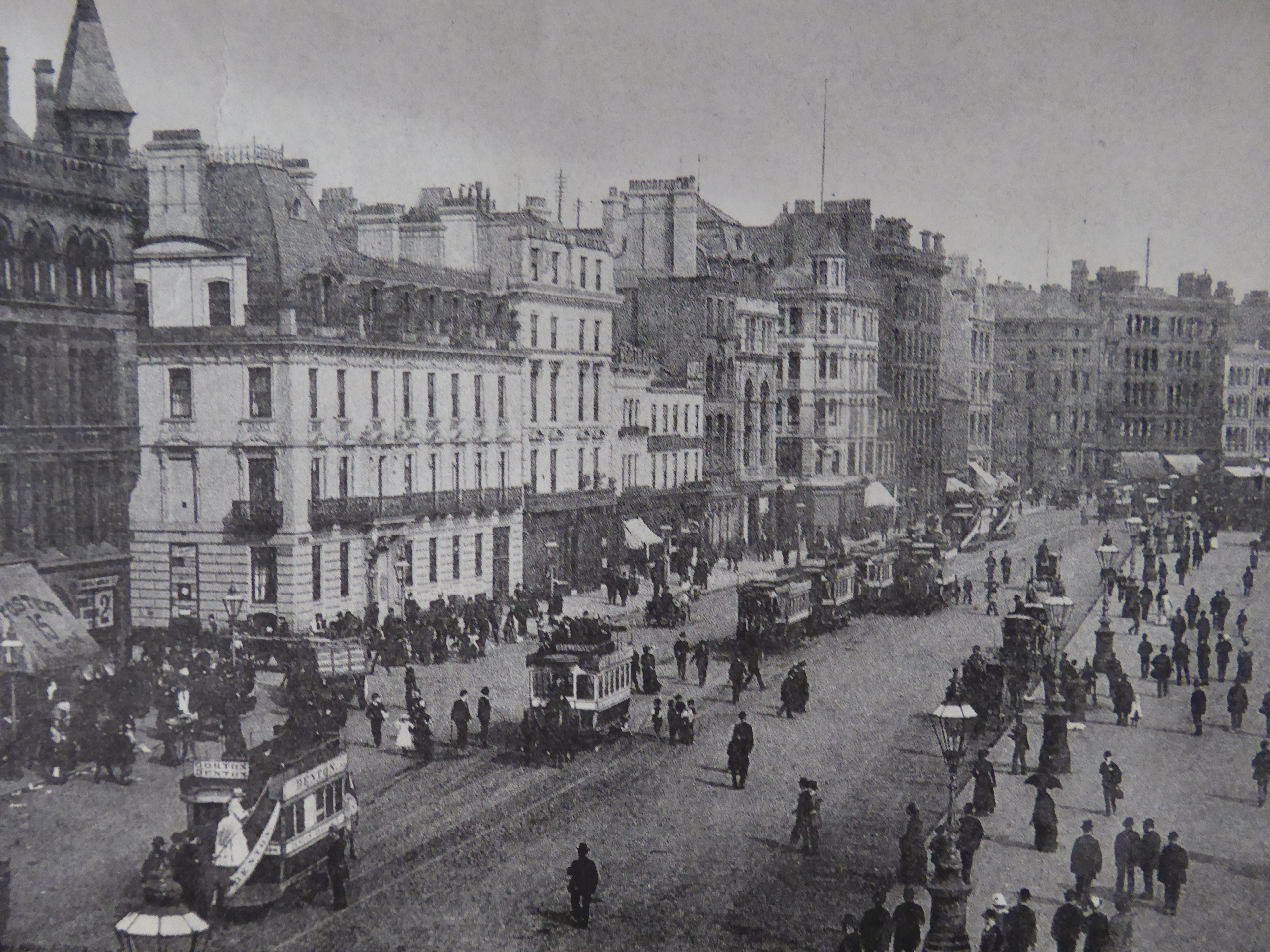
馬車鉄道時代（1899年撮影）

その後、1890年代後半に運営委託の期間が切れる事を受けて、グレーター・マンチェスター各地で民間企業が運営していた軌道を各自治体が運営するという公営化が実施される事となった。その中でマンチェスター客車・軌道会社については、1897年のマンチェスター法人法の規定により委託期間後も路線の運営権を継承する旨が定められており、スチームトラムを始めとした馬車鉄道に代わる新たな交通機関の模索も行われたものの、最終的に段階を経て公営組織（Manchester Corporation）が運営権を継承し、馬車鉄道については架空電車線方式を用いた電化を実施する事となった。そして1901年7月5日にマンチェスター市が運営する路面電車の営業運転が開始され、1903年までに全区間の電化が完了した。また、同年にマンチェスター客車・軌道会社が清算され、資産は各企業へ継承された。一方、その間に路面電車の運営を巡りマンチェスターとサルフォードの両自治体の間で対立が起き、1901年から解決する1903年までの一時期、マンチェスターとサルフォードの系統が分離され乗り換えが必要となる事態が生じている。

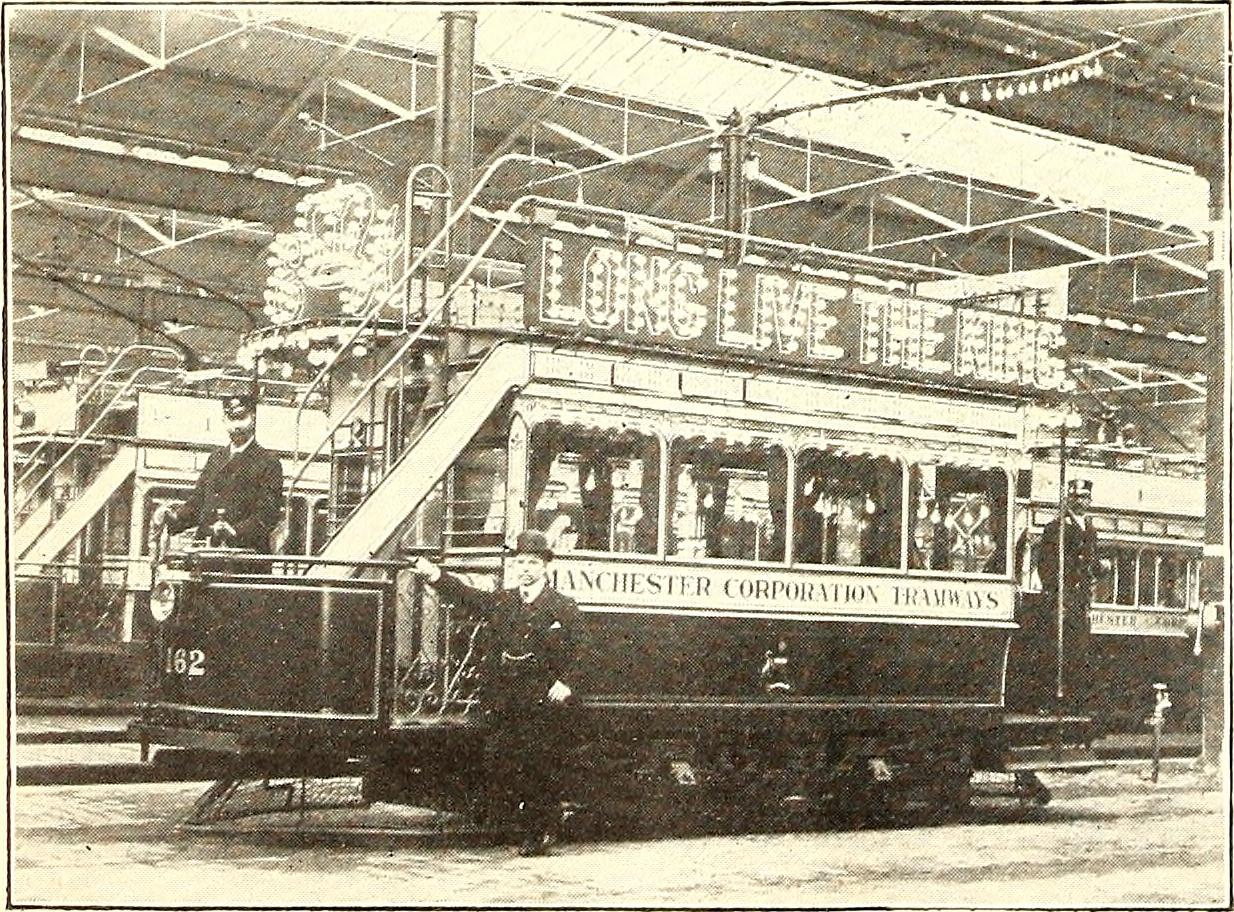
電化当初の車両
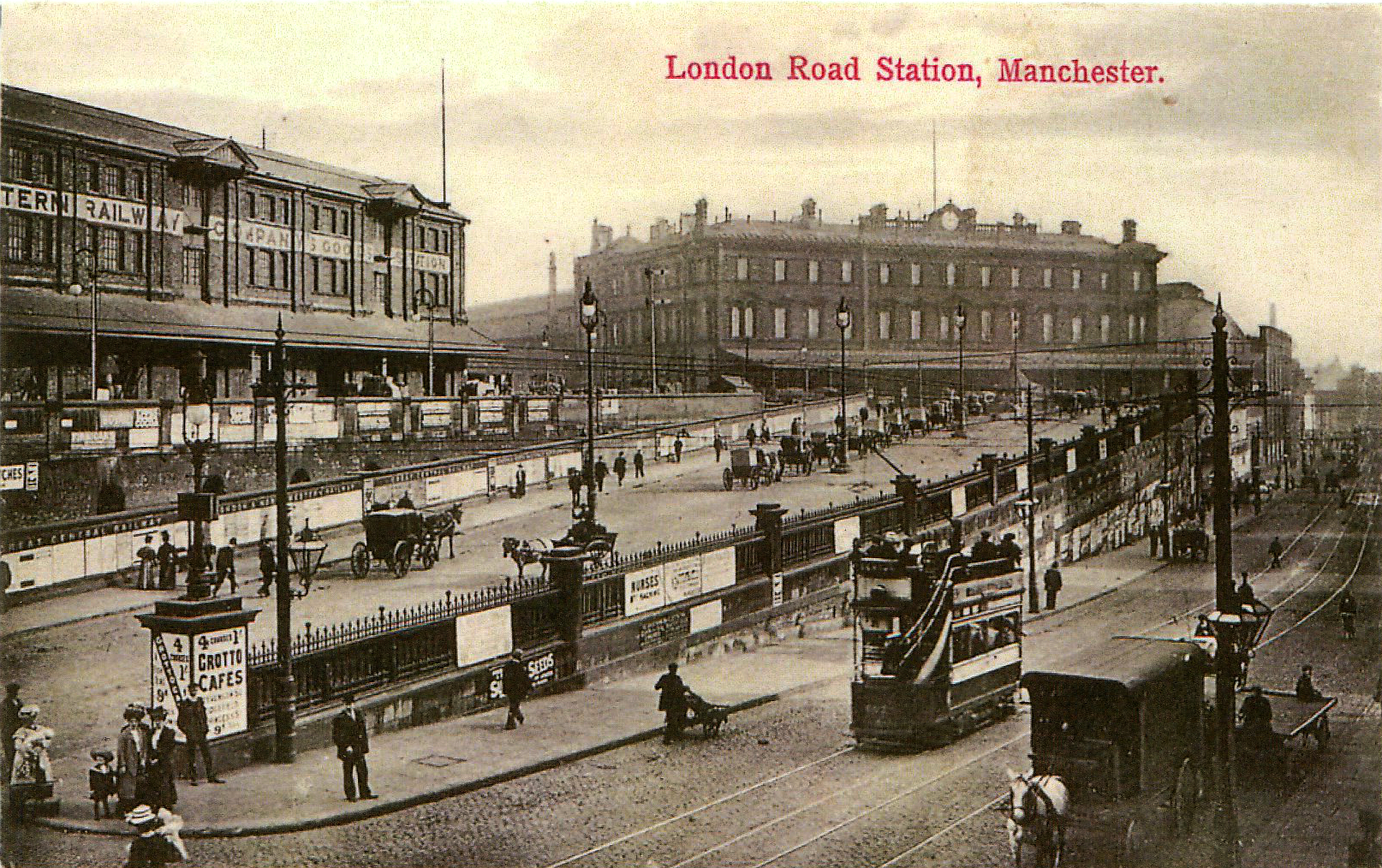
1900年代のマンチェスター市電（1905年撮影）

以降、マンチェスターの路面電車であるマンチェスター市電は延伸を重ね、車庫の増設も積極的に行われた。また、1907年にはオールダムやアシュトン-アンダー-ライン、1921年にはハイド、1925年からはロッチデール、1928年からはベリーと、近隣都市への直通運転や各都市の路面電車の買収も実施された。在籍していた車両についても1903年に2階部分に屋根がついた電車が、第一次世界大戦を経た1919年からは運転台を含めた車内全体が密閉構造の車両も導入され、近代化が進められた。1929年の時点でマンチェスター市電の営業キロは約163 mi (262 km)を記録し、車両数も953両を記録し、この時点でロンドン、バーミンガムに次ぐ3番目に大きな路面電車網となった。
だが、同時期にはマンチェスターを含めたグレーター・マンチェスター各地でバスやトロリーバスの導入が本格的に行われるようになった他、市街地では渋滞による定時性の確保が問題視されるようになっていた。そして、1930年4月に53号線が2階建てバスによる運行に置き換えられ廃止されたのを皮切りに、マンチェスター市内から段階的に路面電車の廃止が行われるようになった。まだこの時点では本格的な廃止の方針は打ち出されず、新型車両の導入も実施されたが、以降も路面電車の路線はバスやトロリーバスへと置き換えられていった。そして1937年、マンチェスター市議会は路面電車の将来的な全廃を採択した。
当初の方針では1942年までに路線網を全廃する方針であったが、1939年に第二次世界大戦が勃発した事で予定は一時保留となり、燃料統制の影響を受けたバスに代わり一部区間の延伸も実施された。1940年には空襲の被害を受けたものの、その後は復旧作業が実施された。だが、1945年の終戦後は再度路面電車の廃止が相次いで進められるようになり、各都市への直通運転も終了していった。車両についても廃車が進められた一方、当時残存していた他都市の路面電車への譲渡も行われた。
そして、1948年5月の時点で残った3つの系統（35号線、37号線、37E号線）についても順次廃止が行われ、最後に残った35号線は翌1949年1月9日をもって営業運転を終了し、翌1月10日に最後の旅客営業や廃止式典が実施された。この時点で使用されていた車両については以降もしばらく車庫に残存していたが、3月から5月にかけて全車とも巨大なかがり火で燃やされた。

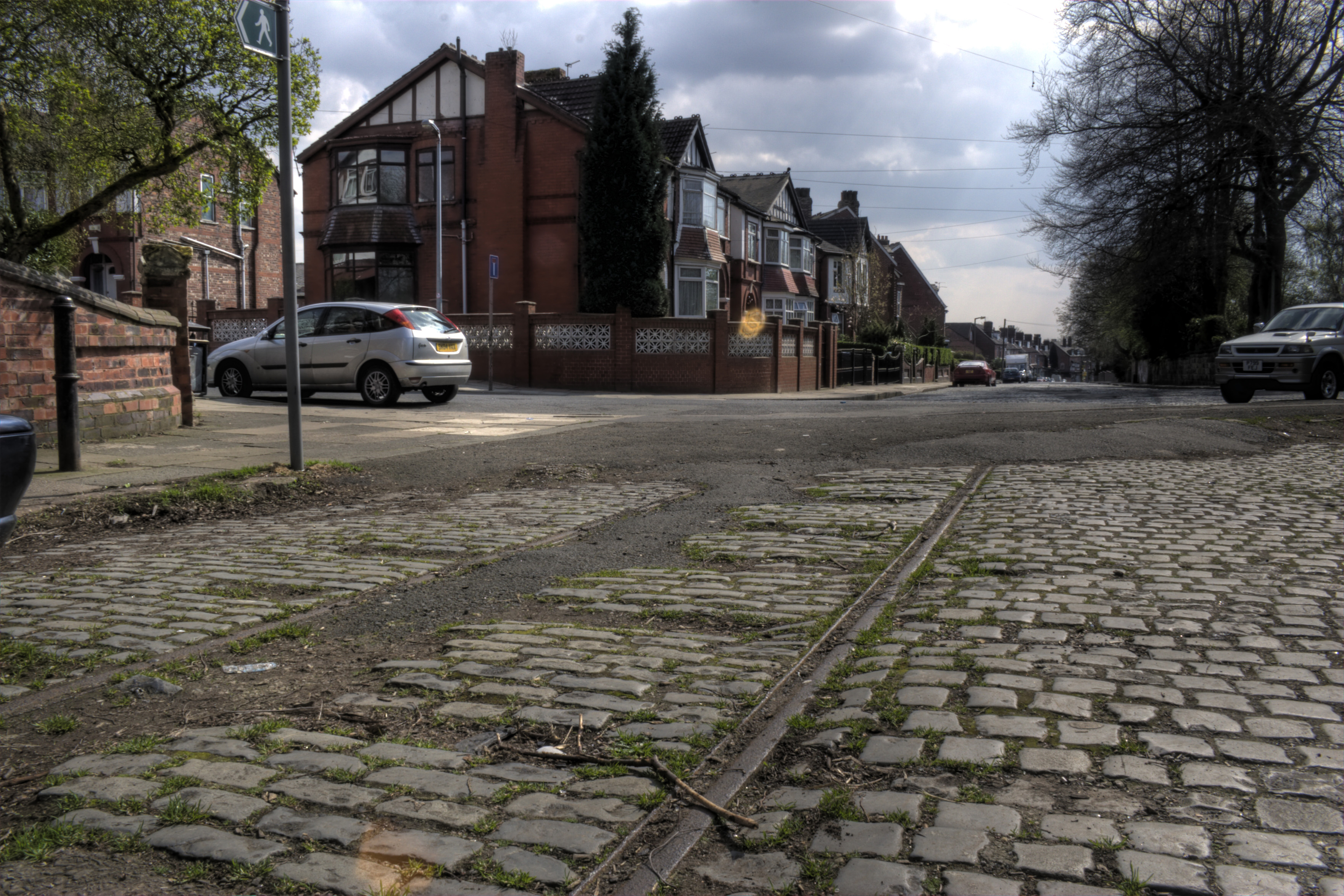
サルフォードに残る廃線跡（2008年撮影）
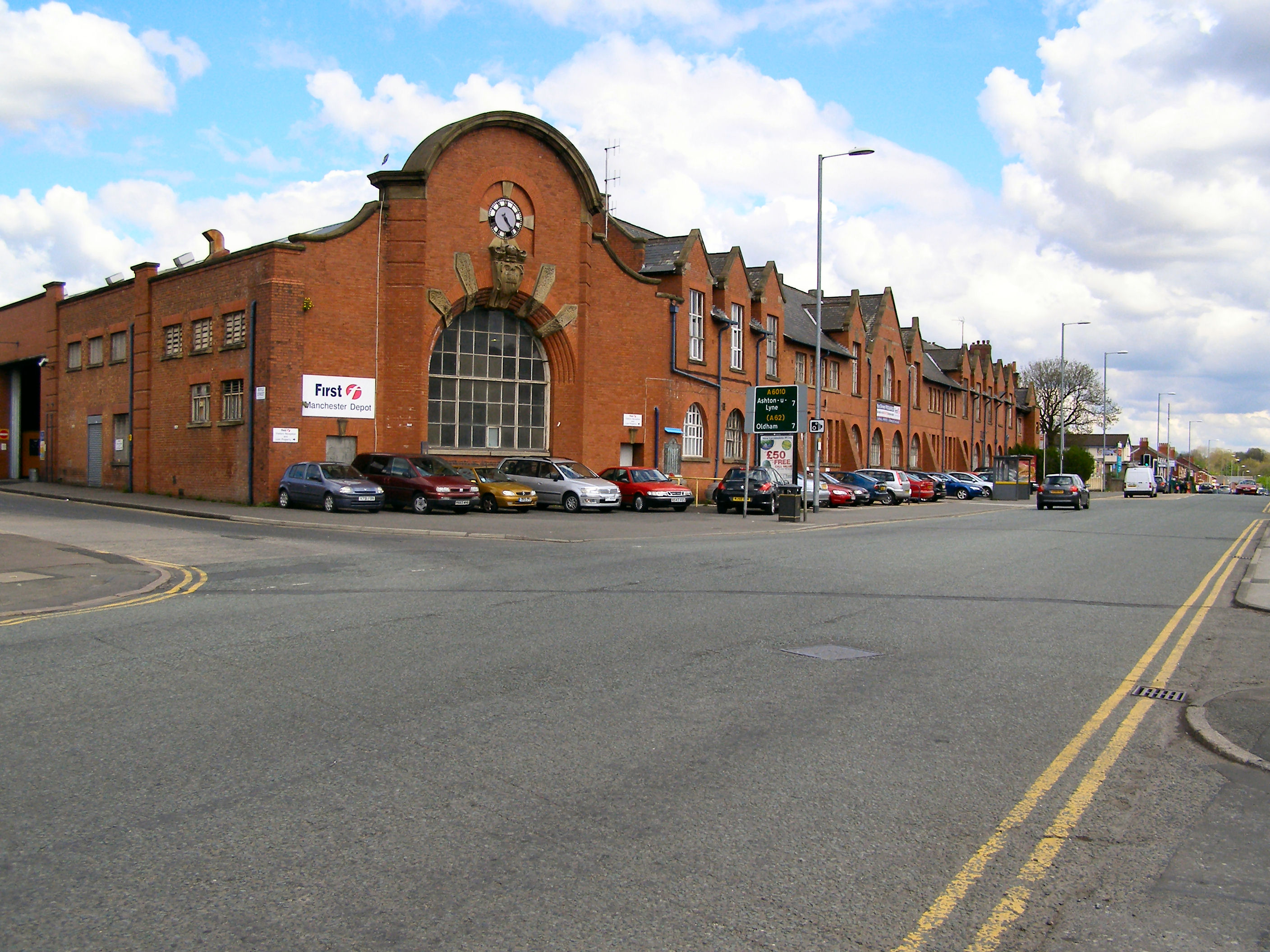
路線バスの車庫に転用された路面電車車庫（2010年撮影）

## 保存
2024年現在、マンチェスターに立地する公園であるヒートン・パークにはマンチェスター交通博物館協会（Manchester Transport Museum Society）によって運営される保存路面電車「ヒートン・パーク・トラムウェイ」が存在する。これはヒートン・パークへ向かうために建設され1934年まで使用されたマンチェスター市電の支線を復元したもので、2度の延伸を経て全長750 mの路線で保存運転が実施されており、マンチェスター市電で使用されていた車両も複数両収蔵・保存されている。また、クライチの国立路面電車博物館には、馬車鉄道時代に使用されていた客車の台枠・台車部分が収蔵されている。

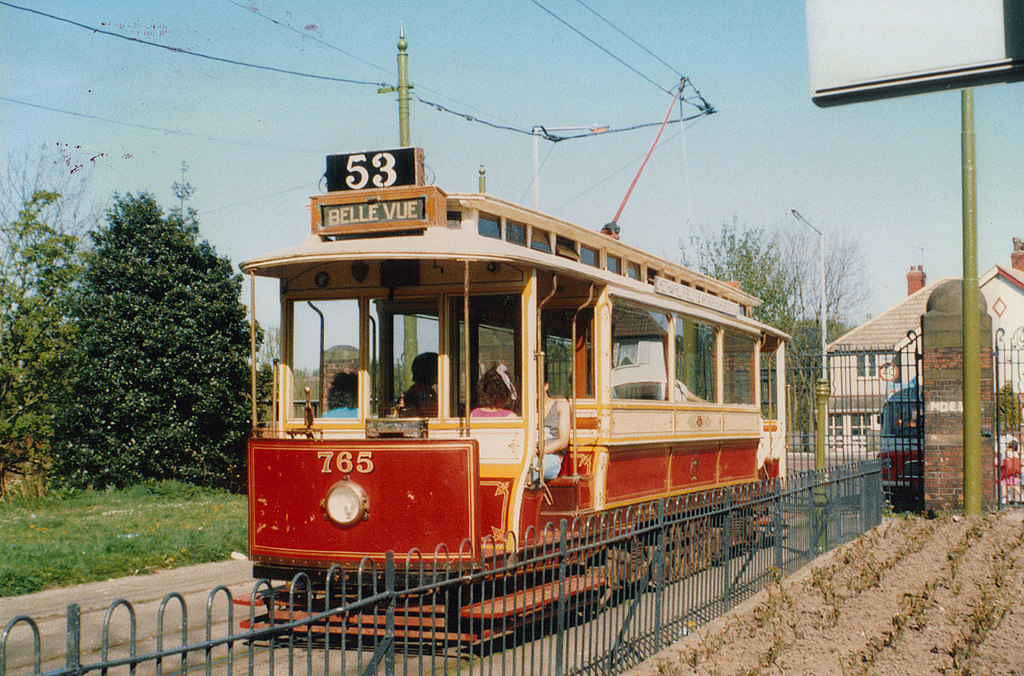
765（1989年撮影）
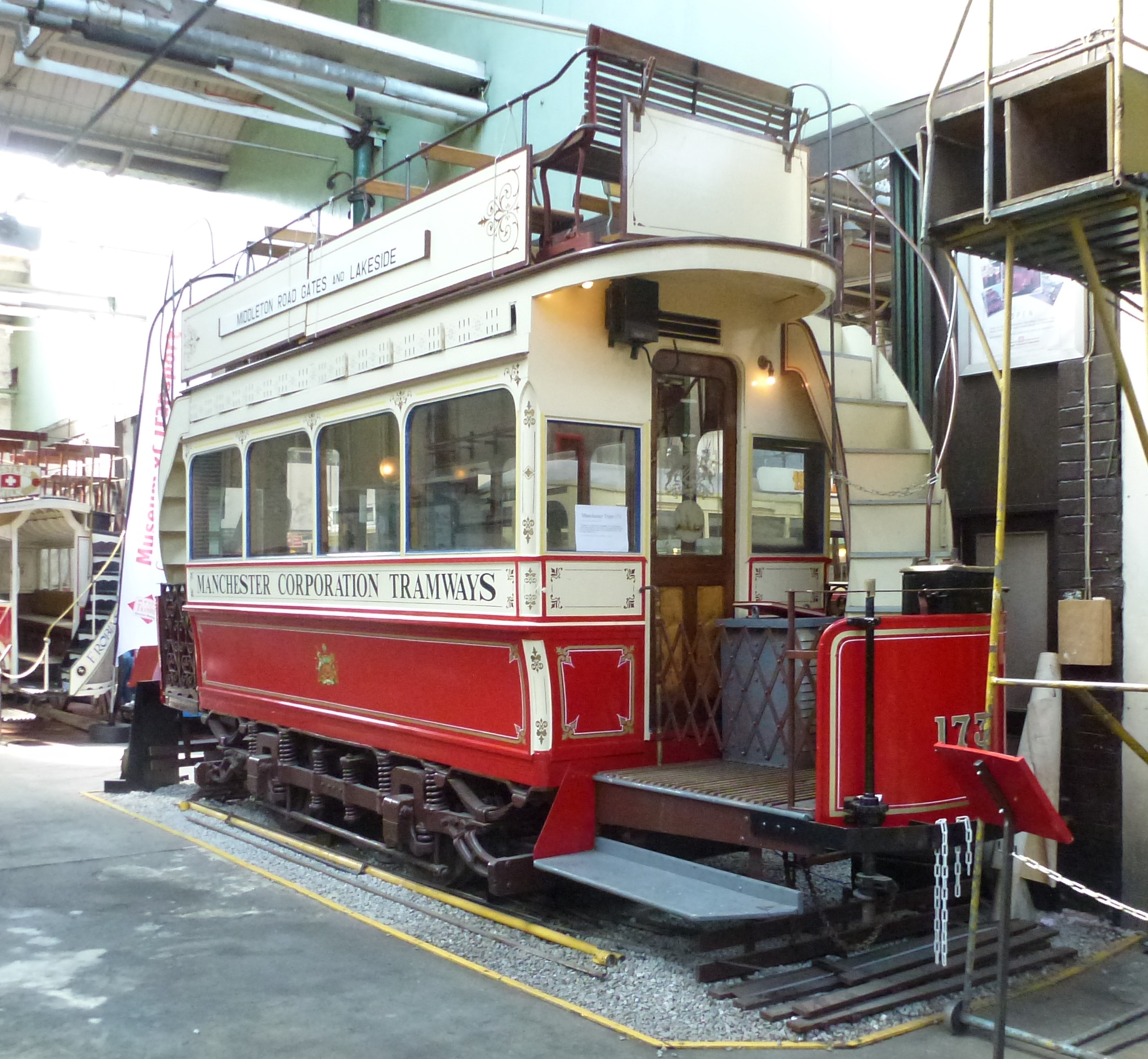
173（2013年撮影）